# کنای (آلاسکا)
کنای (به انگلیسی: Kenai) شهری در بخش شبه‌جزیره کنای ایالت آلاسکا است که جمعیت آن در سرشماری سال ۲۰۰۰ میلادی ۶۹۴۲ نفر بوده‌است.